# Heliconia impudica
Heliconia impudica är en enhjärtbladig växtart som beskrevs av Abalo och G.Morales. Heliconia impudica ingår i släktet Heliconia och familjen Heliconiaceae. Inga underarter finns listade.